# Йоганн Крістоф Вендланд
Йоганн Крістоф Вендланд (нім. Johann Christoph Wendland або нім. Johannes Christoph Wendland, 18 липня 1755 — 27 липня 1828) — німецький ботанік, садівник, садовий інспектор, батько німецького ботаніка та садівника Генріха Лудольфа Вендланда (1791–1869) та дідусь німецького ботаніка, садівника та директора ботанічного саду у Ганновері Германа Вендланда (1825–1903).

## Біографія
Йоганн Крістоф Вендланд народився в місті Ландау (Пфальц) 18 липня 1755 року.
Вендланд особливо прославився як людина, що вирощує виноградники та персикові дерева. У 1788–1801 роках він видавав Hortus Herrenhusanus. У 1797 році Вендланд опубликував Verzeichnis der Glas- und Treibhauspflanzen des Königlichen Berggartens zu Herrenhausen.
Помер 27 липня 1828 року.

## Наукова діяльність
Йоганн Крістоф Вендланд спеціалізувався на насіннєвих рослинах.

## Наукові праці
- Hortus Herrenhusanus, 1788–1801[5].
- Verzeichnis der Glas- und Treibhauspflanzen des Königlichen Berggartens zu Herrenhausen. 1797[5].
- Botanische Beobachtungen nebst einigen neuen Gattungen und Arten. 1798[5].
- Ericarum icones et descriptiones. 1798–1823 (26 Hefte)[5].
- Collectio plantarum tam exoticarum quam indigenarum. 1819[5].